# 斯威特蘭鎮區 (愛荷華州馬斯卡廷縣)
斯威特蘭鎮區（英語：Sweetland Township）是位於美國愛荷華州馬斯卡廷縣的一個行政鎮區。

## 地方資料
根據2010年美國人口普查的數據，斯威特蘭鎮區的面積為111.35平方千米，當中陸地面積為101.78平方千米，而水域面積為9.57平方千米。當地共有人口2987人，而人口密度為每平方千米26.83人。